# دين ماتيوس غاليانو
دين ماتيوس غاليانو (13 فبراير 1995 بنتانيا في إسرائيل - ) هو لاعب كرة قدم إسرائيلي في مركز حراسة المرمى. شارك مع منتخب إسرائيل تحت 19 سنة لكرة القدم. أما مع النوادي، فقد لعب مع مكابي نتانيا.

## وصلات خارجية
- دين ماتيوس غاليانو على موقع قاعدة بيانات كرة القدم.إي يو (الإنجليزية)